# Hallo Haremis (What's on your Bloody Mind?)
Hallo Haremis (What's on your Bloody Mind?) er Roben & Knuds femte studiealbum udgivet 2. februar 2009 af Gateway Music. Albummet modtog kun to stjerner i musikmagasinet GAFFA.

## Spor
1. "Neptun" - 3:03
2. "Jern" - 3:16
3. "Kalk" - 3:21
4. "Anders Fogh" - 3:29
5. "Arne Nielsson" - 3:21
6. "Prinsesse Diana" - 2:34
7. "Jodleengel" - 2:57
8. "Hallo Haremis" - 1:09
9. "Kannibal" - 3:08
10. "D-Dag" - 2:55
11. "Sivbåd" - 2:14
12. "Mink" - 3:00